# Църквине
Църквине (на сръбски: Црквине) е махала на село Марковац, градска община Младеновац, окръг Град Белград, Централна Сърбия. Населението ѝ е около 195 души (2011).
Разположена е на 164 метра надморска височина в Среднодунавската низина, на 39 километра югозападно от Смедерево и на 50 километра южно от столицата Белград. Селището съществува през 1427 година, когато пред местната църква умира внезапно деспот Стефан Лазаревич – на мястото е поставен каменен паметник, днес преместен в Белград.

## Известни личности
Починали в Църквине
- Стефан Лазаревич (1374 – 1427), деспот